# Divizia 1 Vânători (1916-1918)
Divizia 1 Vânători a fost o mare unitate de nivel tactic care s-a constituit la 1/13 ianuarie 1918, în urma deciziei Marelui Cartier General de a grupa cele 10 regimente de vânători în două mari unități de nivel divizie. Constituirea diviziei s-a făcut prin resubordonarea regimentelor de vânători din organica Diviziilor 1, 2, 3, 4 și 9 Infanterie.
La înființare, Divizia 1 Vânători a fost comandată de generalul de brigadă Ioan Rășcanu. Divizia nu a luat parte la acțiuni militare în campania anului 1918, fiind desființată la 1/13 mai 1918, prin punerea în aplicare a prevederilor Păcii de la București. Divizia a fost remobilizată la 26 octombrie/9 noiembrie 1918, participând ulterior la Operațiile militare postbelice, din Transilvania, sub comanda generalului Aristide Lecca.

## Ordinea de bătaie
Divizia 1 Vânători nu era prevăzută a se înființa în planul de mobilizare. 
La constituire, ordinea de bătaie a diviziei era următoarea:

- Divizia 1 Vânători

- Brigada 1 Vânători

- Regimentul 1 Vânători
- Regimentul 5 Vânători
- Regimentul 9 Vânători

- Brigada 2 Vânători

- Regimentul 2 Vânători
- Regimentul 6 Vânători

- Regimentul 31 Artilerie (6 baterii de 76 mm)
- Regimentul 34 Obuziere (3 baterii de obuziere de 122 mm)

Forța combativă a diviziei era de 10 batalioane de infanterie și 9 baterii de artilerie de diferite calibre.:p. 197

## Comandanți
Pe perioada desfășurării Primului Război Mondial, Divizia 1 Vânători a avut următorii comandanți:
| Gradul             | Numele         | Perioada                       | Imagine |
| ------------------ | -------------- | ------------------------------ | ------- |
| General de brigadă | Ioan Rășcanu   | 1 ianuarie 1918 - 1 mai 1918   |         |
| General de brigadă | Aristide Lecca | 28 octombrie 1918 - 1 mai 1920 |         |